# 仮設費
仮設費（かせつひ）とは、建設業の現場において必要となる仮設にかかる費用。
地質調査業務の場合、一般調査業務のうち、ボーリング調査で設備設置のために設けられる設備費用である。
建設工事には、工事にかかる仮設工事費用（仮設工事費）が生じる。
建設工事での仮設費は、「直接仮設費」のほかに、建物本体を作る行為には直接的に関係ないが、工事全体を行うに当たって必要となる仮設物のための「共通仮設費」、土工事に必要な山留、水替え設備のような科目単独の「工事別仮設費」の3つで構成される。

## 地質調査業務の仮設費
地質調査業務の場合、直接調査費（調査にかかる材料費、人件費等、機械経費、直接経費）と間接調査費とがあり、仮設費は間接調査費の項目に分類され、現場調査で使用されるボーリングの櫓、足場設備、揚水設備場および足場の設置撤去、機械の分解解体、給水設備、仮道、仮橋等の設備に要する費用で、必要な額を計上している。

## 仮設工事費
仮設工事とは、工事を安全に施工するための仮設つまり足場やシート、仮設電気、仮設水道、仮設トイレ、清掃片付けなど、完成後に形として残らない仮施設の工事のことを指す。仮設工事費は、建物躯体本体その他を建てるために直接的に必要な足場などの「直接仮設費」、水替え設備のような科目単独の「工事別仮設工事費」などで構成される。水替えとは地下水位以下に地盤を掘削する場合、湧出する水を排出することである。

## 直接仮設費
直接仮設とは、構造物を建設するために直接必要な工事用の仮設。工事完成後撤去される。工事用道路や仮設桟橋といった運搬用仮設、材料置場といった材料用仮設、足場・型枠・土留支保工、仮締切など、作業上の必要仮設や安全に関する仮設、電気設備など動力・用水などの仮設のように工事に直接かかわりのある仮設（物）のこと。
建築工事積算では項目名「直接仮設」として項目の並び順としては一番上である。一方で土木工事積算では直接工事費のなかで「仮設工」として、最後になる。
直接仮設費とは、仮設費のうち、工事で建設する建物本体を建てるために直接必要な仮設物のための費用のことである。直接仮設費には、足場・桟橋費、養生費などが該当する。
直接仮設費の項目
- 水盛・遣方（みずもり・やりかた）- 工事を着手する前に、平面・レベルなどの建物の正確な位置を出すための作業）の費用
- 墨出し - 工事中に必要な線や位置を床や壁などに表示する作業）の費用
- 現寸型板（げんすんかたいた）- 図面だけでは表現できない複雑な場所を図面で表現するための板）の費用
- 足場桟橋設備費
- 安全設備費
- 機械器具費
- 一般養生費
- 屋内整理清掃費
- 現場内運搬費
- 発生材処分費

仮設坂路・搬入路等は1995年以前は共通仮設費で積み上げ計上がなされていた地域もあったが（共通仮設費の対象額から除外になる）、新土木積算システム構築時に直接仮設工として統一された。

## 共通仮設費
共通仮設費とは、仮設工事費のうち、建物自体を建てる行為には直接的に関係しないが、工事全体を行うに当たって必要となる費用のことである。建設工事の項目構成では間接工事費にあたる。
工事事務所・現場事務所・飯場などの仮設建物や工事用電力給排水設備などがこれに該当する。
共通仮設費の項目
- 準備費
- 仮囲費
- 仮設建物費
- 隣接物養生普及費
- 電力給排水光熱費
- 試験調査費
- 整理清掃費
- 運搬費
- 現場警備費
- 事務所・宿舎など

公共建築工事共通費積算基準では、以下の通り
- 準備費 - 敷地測量、敷地整理、道路占有料、仮設用借地料、その他の準備に要する費用
- 仮設建物費 - 監理事務所、現場事務所、倉庫、下小屋、宿舎、作業員施設等に要する費用
- 工事施設費 - 仮囲い、工事用道路、歩道構台、場内通信設備等の工事用施設に要する費用
- 環境安全費 - 安全標識、消火設備等の施設の設置、安全管理・合図等の要員、隣接物等の養生及び補償復旧に要する費用
- 動力用水光熱費 - 工事用電気設備及び工事用給排水設備に要する費用並びに工事用電気・水道料金等
- 屋外整理清掃費 - 屋外及び敷地周辺の跡片付け及びこれに伴う屋外発生材処分等並びに除雪に要する費用
- 機械器具費 - 共通的な工事用機械器具（測量機器、揚重機械器具、雑機械器具）に要する費用
- その他 - 材料及び製品の品質管理試験に要する費用、その他上記のいずれの項目にも属さない費用

土木工事工事費積算要領及び基準の運用では、共通仮設費は工事施工にあたって工事目的物の施工に間接的に係る費用とし「第２章 工事費の積算」の「②間接工事費」の「２．共通仮設費」による。
費の構成は下記のとおり
- 運搬費
- 準備費
- 事業損失防止施設費
- 役務費
- 安全費
- 技術管理費
- 営繕費

対象額は、直接工事費＋(支給品費＋無償貸付機械等評価額)＋事業損失防止施設費＋準備費に含まれる処分費、である。積算では共通仮設費は直接工事費をもとにした共通仮設費対象額を利用した率計算であるが、一部は積み上げによる計算の項目がある。共通仮設費の率については工事の種類によって数種類ある。そして、積算算出して生じた直接工事費すべてが計算の対象になるわけではなく、対象額に含まないものについては控除して対象額を算出しなければならない。
共通仮設費率計算の対象額に含まないものには、購入製品がある。購入品は製品を主に現地で組立て据付ける工事であり、積算基準算定調査時（統計処理→数式作成時）に比率に入ってこない。該当購入品の種類は積算基準（「国土交通省土木工事標準積算基準書(共通編）」など）に掲載されており、仮橋材の既製品桁や、コンクリート二次製品の購入費や簡易組立式橋梁など賃料で使用する場合などは「共通仮設費率計算」の対象額になる。